# Gabriele III di Alessandria
Papa Gabriele III (in arabo egiziano غبريال التالت; fl. XIII secolo), è stato il 78º Papa della Chiesa ortodossa copta.
Nipote del vescovo di Tamid, venne eletto per la prima volta al Cairo da una fazione avversa ai laici che a Misr stavano eleggendo Giovanni. Per evitare uno scisma, si ricorse come da tradizione a un sorteggio, che andò a favore di Gabriele. Giovanni godeva però dell'appoggio del sultano e fu comunque ordinato nel 1262. Nel 1268 Giovanni fu deposto e fu insediato Gabriele. Gabriele perse definitivamente il trono quando Giovanni venne reinsediato il 1º gennaio 1271 dal sultano.